# Lagopus muta millaisi
Lagopus muta millaisi es una subespecie  de la familia Tetraonidae en el orden de los Galliformes. 

## Distribución geográfica
Se encuentra en Escocia.